# サラリーマン山田

水木しげるロードに設置されている「サラリーマン山田」のブロンズ像。

サラリーマン山田（サラリーマンやまだ）は、水木しげるの作品に登場する架空の人物。メガネ出っ歯などとも呼ばれる共通の特徴を持つ人物の総称。

## 概要
眼鏡と出っ歯が特徴の哀調を帯びたサラリーマン。山田の名前で登場することが多いが、作品ごとに異なる場合もある。また、サラリーマン以外にも漫画家、町人、学生、忍者、河童など様々な役柄の中で平凡な一般人を演じるキャラクターであり、幸福を夢見て慎ましく日々を過ごすが、様々な悲劇に遭わされるなど報われることは少ない。
水木しげる作品のスター・システムとしては、特に登場頻度の高い定番のキャラクター。水木の貸本時代後期であり、『ガロ』（青林堂）で雑誌デビューを果たした1964年頃から登場するようになる。
キャラクターのモデルは水木の貸本漫画を出版していた東考社の桜井昌一。水木は初対面の時から彼の個性的なマスクに惹かれたといい、本キャラクターについては、働いても働いても落伍していく善良な現代人という感じがよく現れた重要なキャラクターと述べている。なお、水木の自伝漫画で描かれる桜井昌一も同様の容姿で登場する。
鳥取県境港市の水木しげるロードでは鬼太郎等の妖怪に交じってサラリーマン山田のブロンズ像や着ぐるみが存在する。また、2018年4月3日より市内を走るはまるーぷバスにおいて、車内外に多数のサラリーマン山田が描かれたラッピングバスが運行している。

## 登場作品
- ゲゲゲの鬼太郎
- なまけの与太郎
- 日本の民話
- 河童千一夜
- 現代妖怪譚シリーズ
- コケカキイキイ外伝
- 水木しげるの幻想劇画
- 妖怪博士の朝食
- 群衆の中に
- ライバル
- ねこ忍
- 陸ピラニア
- 神変方丈記
- ああ無情
- 未完成交響楽

- 怪木
- 福の神
- 鳥かご
- 怪物マチコミ
- 深夜のバス
- 惑星
- 未来をのぞく男
- 運命の予定表
- 紙魚
- 古道具屋の怪
- 砂かけばばあ
- 死者の招き
- 仙人酒
- 妖怪自動車
- 錬金術

- 一陣の風
- 「幸福」という名の怪物
- 幻覚のいましめ
- 星をあやつる男
- 妖怪枕返し
- 我が闘争
- 一番病
- サラリーマン革命
- エコノミックアニマル
- 霊形手術
- まれびと
- むせび泣く猫
- 不思議な手帖
- 大逆転
- 二匹のガマ

など多数。